# ناهنجاری جفت‌گزینی
ناهنجاری جفت‌گزینی یا اختلال جفت‌گزینی (به انگلیسی: Courtship disorder)، یک ساختار نظری در سکس‌شناسی است که توسط کرت فروند توسعه یافته‌است که در آن مجموعه خاصی از انحراف‌های جنسی به عنوان نمونه‌های خاصی از غریزه‌های غیرعادی جفت‌گزینی در انسان‌ها دیده می‌شود. انحراف‌های جنسی خاص عبارتند از: بیاستوفیلی (تجاوز جنسی پارافیلیک)، بدن‌نمایی‌گرایی، تن‌مالی، اسکاتولوژی تلفنی و تماشاگری جنسی. بر اساس فرضیه ناهنجاری جفت‌گزینی، یک فرایند جفت‌گزینی گونه‌ای در انسان‌ها شامل چهار مرحله است و ناهنجاری‌ها در مراحل مختلف منجر به یکی از این علایق جنسی پارافیلیک می‌شود. طبق این نظریه، این علایق جنسی به جای پارافیلیای مستقل، نشانه‌های فردی یک اختلال زمینه‌ای هستند.